# (2162) Anhui
(2162) Anhui est un astéroïde de la ceinture principale.

## Description
(2162) Anhui est un astéroïde de la ceinture principale. Il fut découvert le 30 janvier 1966 à Nanking par l'observatoire de la Montagne Pourpre. Il présente une orbite caractérisée par un demi-grand axe de 2,23 UA, une excentricité de 0,12 et une inclinaison de 3,0° par rapport à l'écliptique.

## Nom
L'astéroïde a été nommé d'après l'Anhui, province du nord-ouest de la Chine orientale qui chevauche les fleuves Yangzi Jiang et Huai He.

## Compléments